# 무바라크 와카소
무바라크 와카소(영어: Mubarak Wakaso, 1990년 7월 25일, 타말레 ~)는 가나의 축구 선수로, 현재 가나 축구 국가대표팀에서 왼쪽 미드필더로 활약하고 있다.